# العلاقات المالديفية الليسوتوية
العلاقات المالديفية الليسوتوية هي العلاقات الثنائية التي تجمع بين المالديف وليسوتو.

## مقارنة بين البلدين
هذه مقارنة عامة ومرجعية للدولتين:
| وجه المقارنة                                              | المالديف       | ليسوتو                      |
| --------------------------------------------------------- | -------------- | --------------------------- |
| المساحة (كم2)                                             | 298            | 32.96 ألف                   |
| عدد السكان (نسمة)                                         | 436.33 ألف     | 2.23 مليون                  |
| الكثافة السكانية (ن./كم²)                                 | 146.42 ألف     | 67.66                       |
| العاصمة                                                   | ماليه          | ماسيرو                      |
| اللغة الرسمية                                             | اللغة الديفهي  | لغة إنجليزية، اللغة السوتية |
| العملة                                                    | روفيه مالديفية | لوتي ليسوتو                 |
| الناتج المحلي الإجمالي (بليون دولار)                      | 4.60 مليار     | 2.64 مليار                  |
| الناتج المحلي الإجمالي (تعادل القوة الشرائية) بليون دولار | 5.23 مليار     | 6.30 مليار                  |
| الناتج المحلي الإجمالي الاسمي للفرد دولار أمريكي          | 8.39 ألف       | 1.07 ألف                    |
| الناتج المحلي الإجمالي للفرد دولار أمريكي                 | 12.53 ألف      | 2.64 ألف                    |
| مؤشر التنمية البشرية                                      | 0.706          | 0.497                       |
| رمز المكالمات الدولي                                      | +960           | +266                        |
| رمز الإنترنت                                              | .mv            | .ls                         |
| المنطقة الزمنية                                           | ت ع م+05:00    | ت ع م+02:00                 |

## منظمات دولية مشتركة
يشترك البلدان في عضوية مجموعة من المنظمات الدولية، منها:
| علم المنظمة | اسم المنظمة                        | تاريخ انضمام المالديف | تاريخ انضمام ليسوتو |
| ----------- | ---------------------------------- | --------------------- | ------------------- |
|             | مؤسسة التنمية الدولية              | 13 يناير 1978         | 19 سبتمبر 1968      |
|             | يونسكو                             | 18 يوليو 1980         | 29 سبتمبر 1967      |
|             | وكالة ضمان الاستثمار متعدد الأطراف | 19 مايو 2005          | 12 أبريل 1988       |
|             | الأمم المتحدة                      | 21 سبتمبر 1965        | 17 أكتوبر 1966      |
|             | دول الكومنولث                      | ?                     | 1966                |
|             | الاتحاد البريدي العالمي            | ?                     | ?                   |
|             | البنك الدولي للإنشاء والتعمير      | 13 يناير 1978         | 25 يوليو 1968       |
|             | الاتحاد الدولي للاتصالات           | 28 فبراير 1967        | 26 مايو 1967        |
|             | منظمة حظر الأسلحة الكيميائية       | ?                     | ?                   |
|             | مؤسسة التمويل الدولية              | 2 فبراير 1983         | 29 سبتمبر 1972      |
|             | منظمة التجارة العالمية             | ?                     | ?                   |
|             | منظمة الشرطة الجنائية الدولية      | ?                     | ?                   |

## وصلات خارجية
- موقع وزارة الخارجية المالديفية
- موقع وزارة الخارجية الليسوتوية